# Szpital św. Jakuba w Toruniu
Szpital św. Jakuba w Toruniu – dawny szpital z oficyną boczną, znajdujący się przy ul. Szpitalnej 4 w Toruniu. 
Szpital mógł powstać w 2. poł. XIII wieku. Prowadził go zakon benedyktynek, a potem także parafia św. Jakuba. 27 sierpnia 1929 roku budynek wpisano do rejestru zabytków (A/920). W następnych latach pełnił funkcję mieszkalną.
Jest to budynek dwukondygnacyjny. Jest pokryty dachem siodłowym. Charakterystycznym elementem wyposażenia szpitala jest barokowy krucyfiks umieszczony na fasadzie budynku. W latach 2014 i 2017 przeprowadzono badania archeologiczne szpitala. Podczas prac odnaleziono pruską studnię z XIX wieku, ceglaną partię fundamentu budynku od strony wschodniej, pierścionek zakonny z monogramem Chrystusa.